# Hibiki (Kamen Rider)
Hibiki es el personaje principal de la serie Kamen Rider Hibiki.

## EnKamen Rider Hibiki
Como todo Oni, Hitoshi Hidata dejó su nombre una vez que él pudiera convertirse en un Oni y ahora conoce simplemente su nombre de Oni. Él es un Oni tranquilo . No mucho se sabe sobre su pasado, pero cuando él era joven él aparecía actuar igual que Asumu. Él tenía preocupación sobre sus dudas y decidió proteger a sus amigos, que es lo que conduciría a su transformación en Oni. Él se hace amigo de Asumu, lo ayuda y le da consejos cuando el lo necesite. Él tomará eventualmente a Asumu como su aprendiz para convertirse en un Oni.
De los cuatro Rider Principales, Hibiki es el más experimentado, aun cuando él dice de otra manera, él es el más sabio de los Oni y sus amigos lo ven a él como si él fuera profesor. Él tiene una amistad larga con Midori, que es diseñador de armas de Takeshi, quienes han sido amigos desde que eran niños. Después de que él tome a Kiriyama y Asumu como sus aprendices, él comienza a pensar que el camino de Asumu en su vida no es el de un Oni. Esto lo preocupa sobre todo porque él era el que atrajo originalmente a Asumu a ser su estudiante. Después de que Asumu deje el entrenamiento, los dos toman caminos distantes por un año y finalmente se reecuentran en el episodio final de la serie.

## Datos

### Arsenal
Hibiki utiliza la Henshin Onsa con lo que se transforma en el Oni Rider Hibiki, cuyo arsenal son las OngekiBou Rekka, con las cuales puede vencer a sus enemigos.
También puede pasar a Hibiki Kurenai y a Hibiki Soukou. Su motocicleta se llama Gaika.

### Estadísticas
- Estatura: 222 cm (Forma Básica y Kurenai); 228 cm (Forma Soukou)
- Peso: 156 kg (Forma Básica y Kurenai); 170 kg (Forma Soukou)
- Perímetros de Capacidad:
  - Poder de Golpe: 5000 kg (Forma Básica); 10000 kg (Forma Kurenai); 20000 kg (Forma Soukou)
  - Poder de Patada: 4000 kg (Forma Básica); 9000 kg (Forma Kurenai); 15000 kg (Forma Soukou)
  - Máxima Altura de Salto: 75 m (Forma Básica); 150 m (Forma Kurenai); 280 m (Forma Soukou)
  - Máxima Velocidad en Carrera: 100 m/8.5 s (Forma Básica); 100 m/5.4 s (Forma Kurenai); 100 m/1.5 s (Forma Soukou)
  - Poder Destructor: 17000 kg (Forma Básica); 32000 kg (Forma Kurenai); 50000 kg (Forma Soukou)

- Datos: Q11682480